# さいたま市駒場運動公園補助競技場
さいたま市駒場運動公園補助競技場（さいたましこまばうんどうこうえんほじょきょうぎじょう）は、埼玉県さいたま市浦和区の駒場運動公園内にあるさいたま市が所有する球技専用スタジアムで、かつてJリーグ・浦和レッドダイヤモンズや大宮アルディージャがホームスタジアムとして使用していたさいたま市駒場スタジアムのサブグラウンドである。
施設は主競技場とともにセットで命名権の販売対象とされ、募集の結果2012年6月より、浦和レッドダイヤモンズ株式会社（旧・株式会社三菱自動車フットボールクラブ）と契約を結び「レッズハートフルフィールド駒場」と称されている。

## 概要
メインスタジアムは陸上競技場だが、このスタジアムはサッカー・ラグビーなど球技専用。フィールドは人工芝で、少年用としては2面の使用が可能。埼玉県サッカー選手権大会などに使用されている。

## 施設概要
- サイズ　103m×68m（人工芝）
- 収容人数　300人（全席座席）
- ナイター照明設備
- 得点板

## アクセス
- JR東日本北浦和駅から徒歩20分。
- JR東日本浦和駅から徒歩25分。